# Zhou Cheng
Zhou Cheng (chinesisch 周城, Pinyin Zhōu Chéng) war ein chinesischer Autor aus der Zeit der Qing-Dynastie. Er stammt aus der Provinz Zhejiang. Sein Werk Song Dongjing kao (宋东京考 Forschungen über die Östliche Hauptstadt der Song-Dynastie) in zwölf Kapiteln enthält Informationen über die Stadt Kaifeng, die Hauptstadt der Östlichen Song-Dynastie.

## Werke
- Zhou Cheng: Song dongjing kao, Beijing: Zhonghua shuju 1988